# クレイグ・メロー
クレイグ・キャメロン・メロー（Craig Cameron Mello, 1960年10月18日 - ）は、アメリカ合衆国コネチカット州出身の学者。マサチューセッツ大学メディカル・スクール (University of Massachusetts Medical School) 教授。ブラウン大学とハーバード大学で学んだ。RNAiの発見により、スタンフォード大学のアンドリュー・ファイアー教授と共に2006年のノーベル生理学医学賞を受賞した。

## 受賞歴
- 2003年 ワイリー賞
- 2003年 米国科学アカデミー賞分子生物学部門
- 2004年 ローゼンスティール賞
- 2004年 ウォーレン賞
- 2005年 ガードナー国際賞
- 2005年 マスリー賞
- 2006年 国際ポール・ヤンセン生物医学研究賞
- 2006年 パウル・エールリヒ&ルートヴィヒ・ダルムシュテッター賞
- 2006年 ノーベル生理学・医学賞